# 斯帕罗内
斯帕罗内（義大利語：Sparone），是意大利都灵省的一个市镇。总面积29平方公里，人口1135人，人口密度39.1人/平方公里（2009年）。ISTAT代码为001267。